# Rota dos Vinhos do Dão
A Rota dos Vinhos do Dão, foi criada em 20 de Setembro de 1995 e inaugurada em 1998 com 17 aderentes (adegas cooperativas, casas e quintas vitivinícolas), contando actualmente com 47 aderentes.
A produção dos vinhos da região está subordinada às condições meteorológicas verificadas anualmente. Cerca de 500.000 hL de vinho produzidos em anos normais, apenas 250.000 a 300.000 são susceptíveis de denominação Dão, repartidos por adegas cooperativas, centros de vinificação, produtores-engarrafadores, produtores, vinificadores.
Os vinhos do Dão estão, hoje em dia, em mais de 50 países dos 5 continentes, e os mercados mais representativos são: Dinamarca, Alemanha, França, Países Baixos, Reino Unido, Brasil, EUA, Macau, Roménia, Noruega, Suíça, Canadá e Angola.

## As castas do Vinho do Dão
As principais castas do Vinho do Dão são entre as Castas Tintas a:
- Touriga Nacional: é a casta mais nobre, dela surgem vinhos com bom teor alcoólico, com aromas intensos, encorpados, com taninos nobres e susceptiveis de longo envelhecimento.
- Jaen: tem um teor alcoólico regular, com aromas intensos de fruta muito madura. Possui taninos de qualidade e de grande macieza.
- Rufete: tem um teor alcoólico regular, confere aos vinhos frescura e um aroma de fruta exótica.
- Alfrocheiro-Preto: confere aos vinhos aromas finos que ganham complexidade com o passar dos anos.
- Aragonez: intensifica os aromas de fruta madura, tem um bom equilibrio marcado pelos seus taninos.

As Castas Brancas:
- Encruzado: entre as castas brancas é a mais nobre. Tem um bom teor alcoólico, com aromas complexos, frescos e relativamente secos.
- Bical (Borrado das Moscas): tem um bom teor alcoólico. aromas complexos e relativamente secos.
- Cercial: possui teores medianos de açúcar, tem aromas intensos, delicados e com acidez equilibrada.
- Malvasia-Fina (Arinto do Dão): tem aromas intensos, dominado pelas tonalidades florais e com acidez equilibrada.